# Erysiphaceae
Le Erisifàcee (Erysiphaceae), dal greco antico ruggine (del grano), sono una famiglia di funghi ascomiceti, appartenente alla classe Leotiomycetes. 
All'interno di questa famiglia si trovano numerose specie fitopatogene responsabili dell'oidio o mal bianco. Si tratta di microorganismi biotrofi obbligati in grado di proliferare solo parassitizzando i tessuti della pianta ospite. In assenza di strutture vegetali, ad esempio dopo la filloptosi autunnale, molti di questi patogeni sono in grado di sopravvivere sotto forma di strutture dormienti denominate casmoteci.  

## Genere
- Arthrocladiella
- Blumeria
- Brasiliomyces
- Bulbomicrosphaera
- Bulbouncinula
- Caespitotheca
- Cystotheca
- Erysiphe
- Golvinomyces
- Leveillula
- Medusosphaera
- Microsphaera
- Neoerysiphe
- Phyllactinia
- Pleochaeta
- Podosphaera
- Sawadaea
- Setoerysiphe
- Sphaerotheca
- Typhulochaeta
- Uncinula
- Uncinuliella